# Sevallstjärnen
Sevallstjärnen är en sjö i Köpings kommun i Västmanland och ingår i Norrströms huvudavrinningsområde. Sjöns area är 0,04 kvadratkilometer och den befinner sig 85 meter över havet.